# حثل بقعي محي الشكل
الحثل البقعي محّي الشكل اضطراب وراثي جسمي سائد غير منتظم قد يسبب فقدانًا تدريجيًا للرؤية. يؤثر هذا الاضطراب على شبكية العين، وتحديدًا الخلايا الموجودة في منطقة صغيرة بالقرب من مركز الشبكية تسمى بقعة الشبكية. تعد البقعة مسؤولة عن الرؤية المركزية الحادة وهي ضرورية للمهام التفصيلية مثل القراءة والقيادة وتمييز الوجوه. تتميز الحالة بوجود بنى مستديرة صفراء (أو برتقالية) وبارزة قليلًا تشبه صفار البيض (المح).

## علم الوراثة
يُورث داء بيست بنمط جسمي سائد، ما يعني أن نسخة واحدة من الجين الطافر في كل خلية كافية لإحداث هذا الاضطراب. في معظم الحالات، يكون أحد والدي المريض مصابًا بهذه الحالة.
ينتقل الحثل البقعي محي الشكل عند البالغين بوراثة ذات نمط جسمي سائد بشكل قاطع. مع ذلك، العديد من الأشخاص المتأثرين ليس لديهم تاريخ من الاضطراب في أسرهم ولم يُبلغ إلا عن عدد قليل من الأسر المتضررة به. يُعزى ذلك إلى أن نفوذية الحالة غير كاملة؛ لذلك، قد يملك الفرد نسخة من الأليل الطافر دون أن يُظهر النمط الظاهري للحثل البقعي محي الشكل. تبلغ نسبة الذكور المصابين إلى الإناث المصابات نحو 1:1.

## الفيزيولوجيا المرضية
تسبب الطفرات في جيني آر دي إس وفي إم دي 2 الحثل البقعي محي الشكل. تعد الطفرات في جين في إم دي 2 مسؤولة عن داء بيست. قد تؤدي التغيرات في جين في إم دي 2 أو جين آر دي إس إلى ظهور شكل الحثل البقعي محي الشكل لدى البالغين؛ ومع ذلك، أقل من ربع الحالات تنتج عن طفرات في هذين الجينين. في معظم الحالات، يكون سبب الشكل الذي يبدأ بعد البلوغ غير معروف.
يوفر جين في إم دي 2 تعليمات لصنع بروتين يسمى البيستروفين. رغم أن وظيفته الدقيقة غير مؤكدة، يُحتمل أن يعمل هذا البروتين بمثابة قناة تتحكم في حركة ذرات الكلور سالبة الشحنة (أيونات الكلوريد) داخل أو خارج الخلايا في شبكية العين. قد تؤدي الطفرات في جين في إم دي 2 إلى إنتاج قناة ذات شكل غير طبيعي لا يمكنها تنظيم تدفق الكلور. لم يحدد الباحثون كيفية ارتباط هذه القنوات المعطلة بتراكم الليبوفيوسين في البقعة والفقدان التدريجي للرؤية.
يوفر جين آر دي إس تعليمات لصنع بروتين يسمى بيريفيرين. يعد هذا البروتين ضروريًا لضمان الوظيفة الطبيعية لخلايا استشعار الضوء (الخلايا المستقبلة للضوء) في شبكية العين. تؤدي الطفرات في جين آر دي إس إلى تعطيل البنى الموجودة في هذه الخلايا التي تحتوي على أصباغ حساسة للضوء، ما يؤدي إلى فقدان البصر. لم يتضح سبب تأثير طفرات آر دي إس على الرؤية المركزية فقط لدى المصابين بالضمور البقعي محي الشكل الذي يبدأ بعد البلوغ.

## التشخيص
يسبب الحثل البقعي محي الشكل تراكم صبغة صفراء دهنية (ليبوفيوسين) في الخلايا الموجودة أسفل البقعة. تتدهور أيضًا ظهارة الشبكية المصطبغة. بمرور الوقت، قد يؤدي التراكم غير الطبيعي لهذه المادة إلى تلف الخلايا الضرورية للرؤية المركزية الواضحة. نتيجةً لذلك، غالبًا ما يفقد المصابون بهذا الاضطراب رؤيتهم المركزية وقد يعانون من رؤية ضبابية أو مشوهة، ونادرًا ما يكون فقدان الرؤية متناظرًا. تظهر العتمات، أولًا مع الضوء الأحمر ثم اللون الأخضر؛ وأخيرًا، تحدث عتمات نسبية (أو مطلقة في الحالات الأكثر خطورة) مع الضوء الأبيض. لا يؤثر الحثل البقعي محي الشكل على الرؤية الجانبية (المحيطية) أو القدرة على الرؤية ليلًا.
وصف الباحثون نمطين للحثل البقعي محي الشكل لهما سمات متشابهة. عادةً ما يظهر الشكل المبكر (المعروف باسم داء بيست) في مرحلة الطفولة. سُمي المرض نسبةً إلى طبيب العيون الألماني فريدريش بيست الذي حدد سلالة تعيش ضمن مراحل مختلفة من المرض في عام 1905. يختلف ظهور الأعراض وشدة فقدان البصر بشكل كبير بين الحالات. يبدأ الشكل الذي يصيب البالغين في وقت لاحق، عادةً في منتصف العمر، ويسبب فقدان بصر خفيف نسبيًا. لكل من شكلي الحثل البقعي محي الشكل تغيرات مميزة في البقعة يمكن اكتشافها في أثناء فحص العين.
في داء بيست، قد تقدم التقييمات شبه السريرية، مثل تصوير الأوعية الدموية للقاع بالفلوريسين أو تصوير الأوعية بأخضر الإندوسيانين، بالإضافة إلى نتائج تخطيط كهربائية العين البدئية والنهائية، معلومات حول ترقي المرض.